# Engelbertus Laurentii
Engelbertus Laurentii, född 1542 i Säbrå församling, Ångermanland, död 1621 i Luleå socken, var en svensk präst och riksdagsman.

## Biografi
Engelbertus Laurentii föddes 1542 i Säbrå församling. Han var son till kyrkoherden Laurentius Svenonis i församlingen. Han uppgavs förr ha tillhört Bureätten på svärdssidan, vilket dock senare tiders släktforskning och DNA-tester kunnat vederlägga. Enligt senare, mindre pålitliga uppgifter hos Andreas Olavi Rhyzelius var modern den ädla Margareta Engelbrektsdotter, dotter till den "välbeskedlige Engelbrekt Jansson".
Hans bror Johannes Laurentii blev liksom han själv faderns efterträdare. Efter enskild undervisning i hemmet började han i Gävle skola, och uppgifter gör gällande att han skulle ha inskrivits vid Uppsala universitet 1561. 1568 blev han prästvigd och faderns adjunkt. Han tycks ha efterträtt fadern som kyrkoherde i Säbrå 1573 trots att denne avled först 1579. Till pastoratet hörde även annexen Häggdånger, Härnö och Stigsjö. Han blev därmed Härnösands församlings förste kyrkoherde i historien. 1589 blev han kyrkoherde i Själevads socken, men utnämndes 1613 till kyrkoherde i Luleå socken, troligen till följd av sönernas framstående karriärer.
Han närvarade vid Uppsala möte, där han aktivt deltog i diskussioner, och undertecknade dess beslut. Han var riksdagsman 1594 och 1595 (Söderköpings riksdag).

### Familj
Engelbertus Laurentii gifte sig första gången med Elisabet Andersdotter (Bureätten) (1549–1597). Hon var dotter till kyrkoherden Andreas Olai i Skellefteå församling och Anna Burea från Kåge. De fick tillsammans barnen krigsrådet Anders Bure (1571–1646), kyrkoherden Laurentius Engelberti Buræus (1573–1612) i Gråmunkeholmen, custos archivi Jonas Bure (1575–1655), vice presidenten Olof Bure (1578–1655) i Åbo, Malin Bure (född 1581) som var gift med kyrkoherden Zacharias Jonæ i Själevads församling, Anna Bure (död 1583), Daniel Bure (född 1586), Anna Bure (född 1588) som var gift med  vice preisdenten Axel Hansson i Åbo hovrätt, Joanne Bure (1591–1612) och Erich Bure. Tre av sönerna adlades på släktnamnet, de synes ha upptagit från mödernet. Dottern Anna blev stammoder till ätten Kewenbrinck. Dottern Malin blev stammoder till släkten Plantin.
Engelbertus Laurentii gifte sig andra gången 1598 med en okänd kvinna och tredje gången 1598 med Malin Nilsdotter. Hon var änka efter kyrkoherden Petrus Olai Gestricius i Umeå församling.